# Armistice
Armistice – drugi album studyjny amerykańskiego zespołu MUTEMATH. Wydany 18 sierpnia 2009 r.

## Lista utworów
1. "The Nerve" – 2:58
2. "Backfire" – 3:22
3. "Clipping" – 4:05
4. "Spotlight" – 3:21
5. "No Response" – 4:01
6. "Pins and Needles" – 4:05
7. "Goodbye" – 4:09
8. "Odds" – 3:01
9. "Electrify" – 3:49
10. "Armistice" – 3:54
11. "Lost Year" – 3:13
12. "Burden" – 9:06